# 北楯利長
北楯利長，是日本戰國時代的武將。最上氏家臣，狩川城主，自稱大學。
在關原之戰後，北楯利長得到最上義光封賞，成為狩川城主，擁有三千石領地。
1612年獲最上義光許可，自立谷澤川上建設河堰，五年後大堰完成，大利最上川右岸的灌漑，使庄內平野盡獲其水利，一變為日本東北地方的重要穀倉，因此當地人都將之稱為大學大堰。
1622年最上家改易後，新領主酒井忠勝希望徵召北楯利長擔任家臣，但為他所堅拒。
1625年北楯利長過世，他的功績獲得後人肯定，於當地建立北楯神社祭祀。